# Asclepias foliosa
Asclepias foliosa är en oleanderväxtart som först beskrevs av Karl Moritz Schumann, och fick sitt nu gällande namn av William Philip Hiern. Asclepias foliosa ingår i släktet sidenörter, och familjen oleanderväxter. Inga underarter finns listade i Catalogue of Life.